# Уньжинський

Уньжи́нський (рос. Уньжинский, марій. Унчо) — селище у складі Моркинського району Марій Ел, Росія. Входить до складу Шоруньжинського сільського поселення.
Стара назва — Уньжа.

## Населення
Населення — 122 особи (2010; 148 у 2002).
Національний склад (станом на 2002 рік):
- росіяни — 44 %
- татари — 30 %